# Jéssica Giacomelli
Jéssica Gabrieli Soares Giacomelli (Itapetininga, 4 de março de 1999) é uma atleta paralímpica brasileira.

## Biografia e carreira
Giacomelli é natural de Itapetininga, no estado de São Paulo. Giacomelli nasceu com mielomeningocele, uma má formação na coluna que a fez perder o movimento e sensibilidade da perna direita.
Giacomelli iniciou no esporte na escola aos doze anos, por incentivo de uma professora de educação física. Sem conhecimento sobre o esporte paralímpico, começou treinando corrida com muletas, porém quando foi participar de sua primeira competição foi surpreendida, pois durante a etapa classificatória descobriu que deveria competir em cadeira de rodas. De forma improvisada, ela conseguiu uma cadeira de basquete emprestada e assim participou de sua primeira competição, onde conquistou sua primeira medalha. Nos anos subsequentes, a atleta começou uma batalha por cadeiras adequadas para corrida. A princípio, contou com uma cadeira simples cedida pela prefeitura de sua cidade natal. Dentro de pouco tempo, passou a contar com o ajuda de outros atletas e passou a utilizar uma cadeira emprestada, que, embora fosse uma cadeira de ponta, não era apropriada para seu tamanho e características físicas. Em 2019, fez uma vaquinha para comprar uma cadeira nacional. A campanha foi um sucesso tão grande, que ao invés da cadeira nacional, Giacomelli pode ir pessoalmente ao Japão buscar uma cadeira de primeira linha.
Nas Paralimpíadas Escolares de 2016 ela foi campeã nos 1500m e vice nos 100m e 400m.
Durante o Grande Prêmio Mundial de Paratletismo de 2018, em Nottwil, na Suíça, Giacomelli bateu o recorde brasileiro na prova dos 200 metros. Em outubro do mesmo ano, ela participou do 1.º Campeonato Brasileiro Loterias Caixa de Atletismo, no Centro de Treinamento Paralímpico, em São Paulo, foi medalha de ouro nos 100, 200 e 400 metros rasos, além de ser ouro nos 800 metros. Foi prata nos 1500 metros e bronze nos 5000 metros.
Em 2019 ela integrou o Time São Paulo Paralímpico, apresentada pelo Comitê Paralímpico Brasileiro (CPB), se juntando a outros 62 atletas e 4 atletas-guia. No ano seguinte, em 2020, ela foi convocada para fazer parte da seleção brasileira que iria disputar o Open Internacional de Atletismo em São Paulo. Em 2022 ela participou do Brasileiro de Atletismo nas modalidades 100m, 400m e 800m, onde ela venceu nas três competições. E em 2023 ela participou do II Camping Internacional de corrida em cadeira de rodas no CT Paralímpico, realizado pelo CPB.